# Mecka

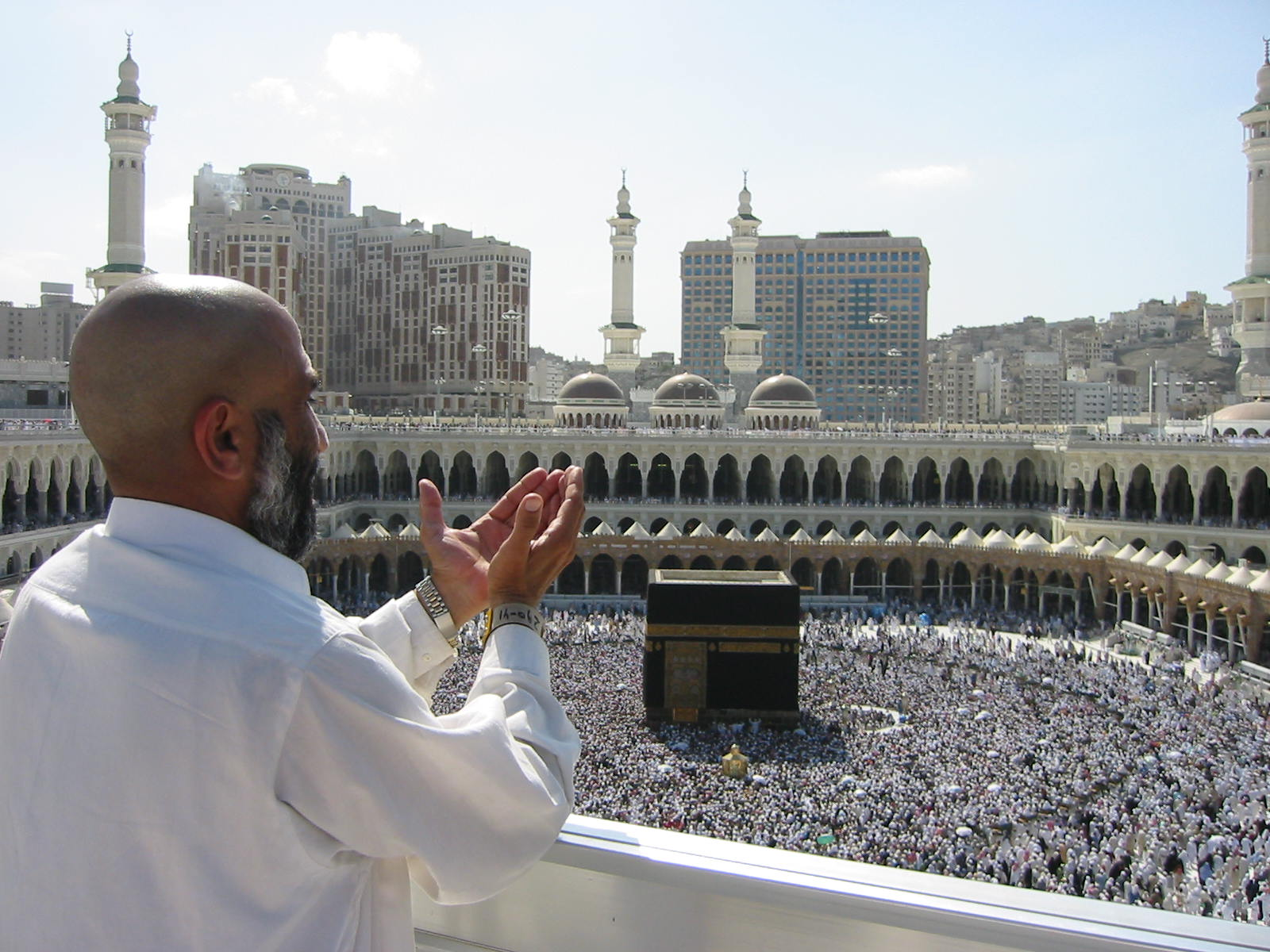
Meckas stora moské, med Kaba i mitten.

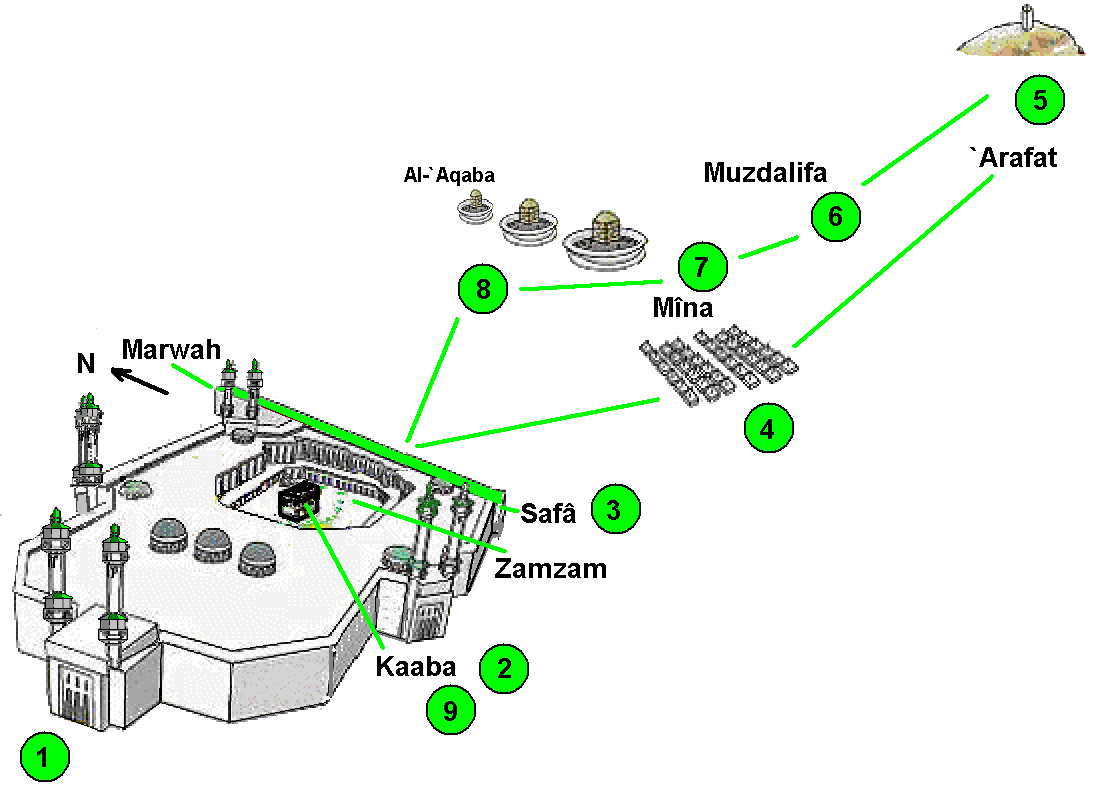
Pilgrimsresans etapper i Mecka.

Mecka eller Mekka (arabiska: مكَّة, Makka), officiellt Makka al-Mukarrama (مكَّة المكرَّمة), är en stad i Saudiarabien på Arabiska halvön. Den ligger 75 kilometer öster om hamnstaden Jidda vid Röda havet. I Mecka finns templet Kaba, den heligaste platsen i den islamiska världen, som står på den öppna gården i moskén Masjid al-Haram. Mecka är vallfartsort för muslimska pilgrimer och staden är förbjuden för icke-muslimer att besöka. Staden är huvudstad i provinsen Mecka och har cirka 1,8 miljoner invånare. 

## Historia
Det forna Mecka var en oas vid handelsvägen för rökelse och kryddor från södra Arabiska halvön  och som ledde vidare till Egypten med förgreningar såväl till Jidda som till Persiska viken och Mesopotamien. Platsen utvecklades efter hand under romersk och bysantinsk tid till ett viktigt handels- och religiöst centrum. Klaudius  Ptolemaios (omkring 100—170) nämner en stad Makoraba i det inre av Arabiska halvön som länge har ansetts vara staden Mecka. Sedan slutet av 1900-talet har emellertid identifikationen av Makoraba med Mecka ifrågasatts.
Meckas tidiga historia är omdiskuterad. Inga säkra referenser till Mecka i gamla tiders litteratur finns före islams uppkomst. När romarriket tagit kontroll över delar av Hijaz 106 e.Kr. och staden Hegra (Mada’in Saleh) som ligger norr om Mecka  beskrevs västra Arabiska halvön detaljerat, bland annat av Prokopius (död omkring 554), utan att nämna varken en handelsplats i eller pilgrimsresor till staden Mecka. Den första icke-muslimska källa som nämner en stad Mecka direkt är en bysantinsk-arabisk krönika 741. Dock placerar krönikan denna stad i Mesopotamien och inte i Hijaz.
År 630 erövrade profeten Muhammed staden med vilken han sedan 622 efter sin utvandring till Medina varit i strid. Kaba, som raserats flera gånger men återuppbyggts under århundradena dessförinnan, restaurerades av Muhammed. Mecka har allt sedan dess varit den islamiska världens centrum. Under hajj samlas här varje år omkring två miljoner muslimer, och muslimer världen över vänder sig alltid mot Mecka när de ber. 
Efter att politiskt ha tillhört Osmanska riket gjordes Mecka till huvudstad i det hashimitiska kungariket Hijaz 1916 och erövrades av Ibn Saud 1924. Hijas med de heliga städerna Mecka och Medina införlivades med kungariket Saudiarabien när detta bildades 1932.
Icke-muslimer tillåts inte att komma in i Mecka och besöka den heliga moskén enligt Koranen (9:28). Ett fåtal resande som utgett sig vara muslimer har dock besökt staden, däribland vistades 1814 den schweiziske forskningsresanden Johann Ludwig Burckhardt som pilgrim under namn av schejk Ibrahim i tre månader i Mecka och den brittiske forskningsresanden sir Richard Burton 1853. Burton klädde ut sig till en afghansk pilgrim, vilket han beskriver i sin bok Personal Narrative of a Pilgrimage to Al Madinah and Meccah.

## Demografi
Mecka har en hög befolkningstäthet och den bofasta befolkningen lever främst i den gamla staden och arbetar med näringar knutna till de besökande pilgrimerna. Pilgrimerna som besöker staden har en blandad bakgrund och kommer framförallt från Afrika, Mellanöstern, Sydostasien och Europa. Många pilgrimer har stannat i Mecka och slagit sig ner, vilket gör att staden har en mer blandad befolkning än andra delar av Saudiarabien. 

## Namnet
Namnet Mecka/Mekka har kommit att användas för mer än staden i Saudiarabien. Eftersom Mecka är en så viktig ort inom islam, har det blivit ett beskrivande begrepp även för andra orter med stor betydelse inom ett ämnesområde. Ruhpolding beskrivs exempelvis som "skidskyttets Mecka", och Nashville kallas "countrymusikens Mecka".
I ett försök att undvika sådana liknelser med den heliga staden, beslutade den saudiska regeringen under 1980-talet att den längre namnformen, "Makka al-Mukarrama" (مكة المكرمة), ska användas som officiellt namn även vid transkribering. I dagligt bruk är dock den kortare namnformen fortfarande mest använd.

## Ekonomi
Meckas ekonomi bygger till stora delar på besökarna som kommer till staden som har haft en stor historisk betydelse för regionen omkring staden. Det finns en del industrier i staden, men de har en underordnad roll för stadens ekonomi. Stadens befolkning har ökat kraftigt under 1900- och 2000-talet vilket har ökat behovet av bostäder och service.

## Transport
Mecka har bara en liten flygplats, Mecca East Airport utan regelbundna flygförbindelser. De flesta pilgrimer anländer i stället via Jiddas internationella flygplats eller Jiddas hamn. Det huvudsakliga transportsättet inne i staden är privata fordon eller taxibilar. År 2009 fick det kinesiska bolaget CRCC ett kontrakt på att bygga all infrastruktur (stationer, bana, banmatning, tåg) för ett nytt järnvägssystem i Mecka bestående av fyra linjer, cirka 20 km långa.

## Klimat
|                                            | Jan | Feb | Mar | Apr | Maj | Jun | Jul | Aug | Sep | Okt | Nov | Dec |
| ------------------------------------------ | --- | --- | --- | --- | --- | --- | --- | --- | --- | --- | --- | --- |
| Normaldygnets maximitemperaturs medelvärde | 27  | 28  | 30  | 33  | 35  | 36  | 37  | 37  | 36  | 35  | 32  | 29  |
| Normaldygnets minimitemperaturs medelvärde | 18  | 18  | 20  | 22  | 24  | 25  | 26  | 26  | 26  | 23  | 22  | 20  |
|                                            |     |     |     |     |     |     |     |     |     |     |     |     |
| Nederbörd                                  | 2   | 0   | 2   | 0   | 0   | 0   | 0   | 0   | 0   | 0   | 2   | 2   |

| Diagram | temperaturer i °C • månadsnederbörd i mm | temperaturer i °C • månadsnederbörd i mm | temperaturer i °C • månadsnederbörd i mm | temperaturer i °C • månadsnederbörd i mm | temperaturer i °C • månadsnederbörd i mm | temperaturer i °C • månadsnederbörd i mm | temperaturer i °C • månadsnederbörd i mm | temperaturer i °C • månadsnederbörd i mm | temperaturer i °C • månadsnederbörd i mm | temperaturer i °C • månadsnederbörd i mm | temperaturer i °C • månadsnederbörd i mm | temperaturer i °C • månadsnederbörd i mm |
|         | 2 27 18                                  | 0 28 18                                  | 2 30 20                                  | 0 33 22                                  | 0 35 24                                  | 0 36 25                                  | 0 37 26                                  | 0 37 26                                  | 0 36 26                                  | 0 35 23                                  | 2 32 22                                  | 2 29 20                                  |

Mecka har varma vintrar med en temperatur på mellan 24 och 30 grader dagtid. Sommartid stiger temperaturen över 40 grader dagtid, medan den sjunker till 30 grader på kvällen. Små mängder regn faller vanligtvis mellan november och januari.

## Landmärken
Staden hyser världens största moské, Masjid al-Haram, även känd som den stora moskén eller Haram som omger helgedomen Kaba och vattenkällan Zamzam. 
Nära Masjid al-Haram reser sig det 601 meter höga byggnadskomplexet Abraj al-Bayt.

## Sjukvård
Sjukvård förses av den saudiska regeringen och är gratis för alla pilgrimer. Det finns fem stora sjukhus i Mecka:
- Ajyadsjukhuset (مستشفى أجياد)
- Kung Abdul Azizsjukhuset (مستشفى الملك عبدالعزيز)
- Al Noorsjukhuset (مستشفى النور)
- Sheeshasjukhuset (مستشفى الششة)
- Hirasjukhuset. (مستشفى حراء)

Det finns även många dropin-mottagningar tillgängliga för både invånare och pilgrimer.

## Panoramabild över Masjid al-Haram

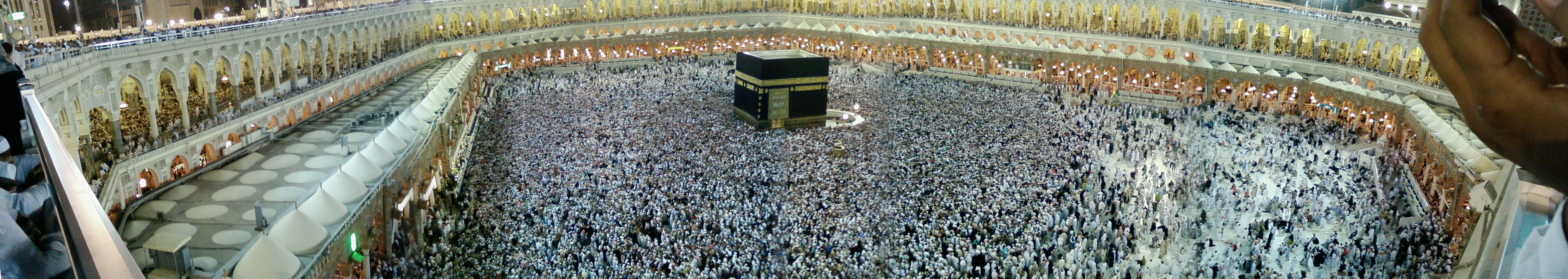
Panoramabild över Masjid al-Haram. I mitten av moskén finns Kaba, som pilgrimerna vandrar runt sju gånger motsols.